# Tyrannenherrschaft
Tyrannenherrschaft ist ein in den Jahren 1914 bis 1916 mit überwiegend polnischer Besetzung hergestellter, deutscher Propaganda-Stummfilm von Franz Porten über die russische Fremdherrschaft über Polen und deren Knechtschaft über das polnische Volk.

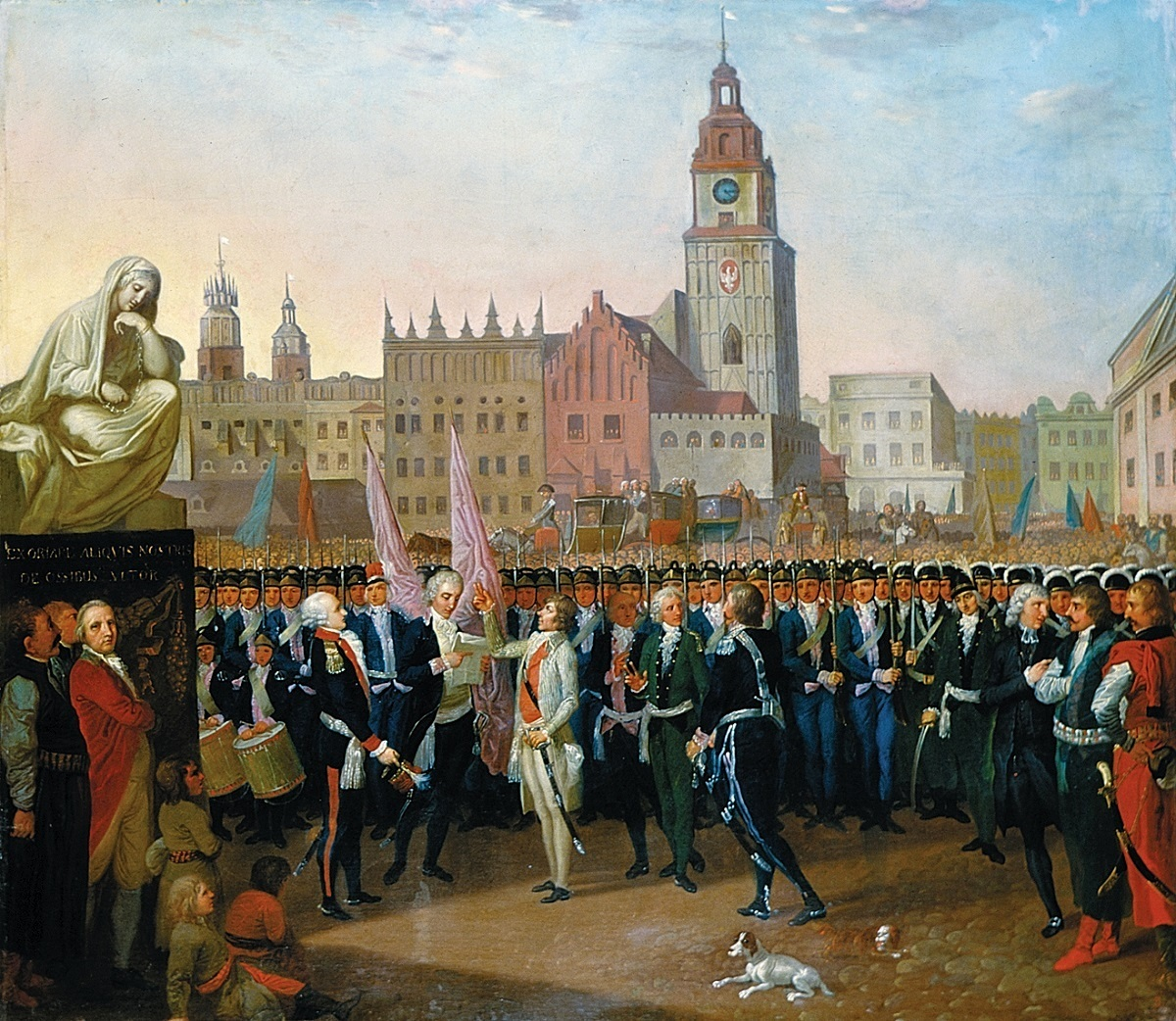
General Tadeusz Kościuszko leistet 1794 auf dem Hauptmarkt von Krakau den Eid, Polen von den Invasionsmächten zu befreien (zeitgenöss. Gemälde)

## Handlung
Anhand von vor allem zwei großen historischen Ereignissen, die in den Jahren 1794 und 1915 stattfanden und den Kampf gegen die russische Zwangsherrschaft nacherzählen, soll der Freiheitswille des polnischen Volkes über die Dauer von über 120 Jahren dokumentiert werden: Der erste Teil des Filmes bebildert den Freiheitskampf unter der Führung von Tadeusz Kościuszko, der 1794 zum Kościuszko-Aufstand führte und der die endgültige Aufteilung Polens verhindern sollte. Dabei wird außer Acht gelassen, dass sich das damalige Preußen an der Aufteilung Polens beteiligt hatte. Handlungsort dieses ersten Teils ist Krakau mit Umgebung und ein Schloss.
Der zweite Teil dieses Streifens beschäftigt sich mit dem für den Kampf der Mittelmächte gegen das zaristische Russland bedeutsamen Weltkriegsjahr 1915, als die Belagerung von Przemyśl, damals zum Habsburger-Reich gehörend, zur Einnahme dieser strategisch wichtigen Stadt durch russische Truppen führte. Gut zwei Monate später gelang es dem deutschen Heer, im Rahmen der Schlacht bei Gorlice-Tarnów Przemyśl und anschließend Lemberg sowie die gesamte von Russland besetzte Region Galizien wieder zu befreien. In diesem Szenenabschnitt spielt der Kommandant bei der Erstürmung von Fort 6 der Stadt sich selbst.

## Produktionsnotizen
Der seit Ausbruch des Ersten Weltkriegs unter der Protektion von Józef Piłsudski in Produktion befindliche Film mit dem Untertitel Aus Polens schwerer Zeit passierte die Zensur im Dezember 1916 und wurde am Silvestertag desselben Jahres im Berliner Union-Palast uraufgeführt. Es wurde an Originaldrehorten wie Lemberg, Krakau und Warschau gefilmt. Galizische und polnische Museen stellten Original-Kostüme zur Verfügung. Der Sechsakter besaß eine Länge von rund 1500 Meter. Die Wiener Premiere erfolgte am 16. März 1917 unter dem Titel Unter Tyrannenherrschaft. Hochrangige deutsche, Österreich-ungarische und polnische Persönlichkeiten haben sich für die Realisierung dieses Films starkgemacht.

## Kritiken
Die Kinematographische Rundschau schrieb, Portens Film lege „die Leidensgeschichte Polens in einer Reihe von Bildern nieder, die durch das Massenaufgebot durch Menschenmaterial und eine wahrhaft prachtvolle, naturgetreue Ausstattung alles übertreffen, was bis jetzt auf dem Gebiete des historischen Films geschaffen wurde. Hierdurch stellt sich dieser grandiose Film als eines der prächtigsten Schaustücke dar, das noch den Vorzug hat, aktuell zu sein.“
Die Neue Kino-Rundschau pries den Film wie folgt: „Der Verfasser hat ein großes Kinodrama geschaffen, das in einer Reihe prächtiger Bilder die ganze Geschichte Polens von Kosciuszkos Zeiten an bis unsere Tage, da Polen durch die Zentralmächte selbstständig gemacht wurde, vorführt. Eine Anzahl der Bilder darf man wohl vom Filmstandpunkt aus als meisterhaft in Komposition und Wirkung bezeichnen. (…) Es muß hervorgehoben werden, daß alle diese Bilder mit präziser Genauigkeit den tatsächlichen Geschehnissen entsprechen.“
Auch das Illustrirte Wiener Extrablatt war voll des Lobes für diese ambitionierte Produktion: „Die besten polnischen Darsteller sind in den Hauptrollen beschäftigt. Die prachtvollen szenischen Bilder sind in Krakau, Lemberg und Warschau aufgenommen wurden. (…) Niemals noch ist ein Filmwerk der Wirklichkeit so nahe gekommen und mit so großartigen Mitteln durchgeführt worden.“
Die Neue Freie Presse sah dies ähnlich: „Dieser historische Monumentalfilm, der die Leidensgeschichte unter dem russischen Terrorismus schildert, kann als hervorragendste Schöpfung aller bisherigen historischen Films bezeichnet werden. Das Massenaufgebot an Menschenmaterial (10.000 Personen), die wahrhaft prachtvolle, naturgetreue Ausstattung und die meisterhafte Regie haben hier ein Schaustück von besonderem Glanze geschaffen. Eine in der Gegenwart spielende, dem Werke angegliederte Episode aus dem Weltkriege verleiht dem Film außerdem den Wert der Aktualität.“